# Bataille de Marrakech (1908)
Pour les articles homonymes, voir Bataille de Marrakech.
La bataille de Marrakech s'est déroulée le 23 août 1908, et opposa les forces marocaines du sultan Moulay Abdelaziz aux forces de son frère rebelle, Moulay Abdelhafid qui remportèrent la bataille,.